# Eugene Weingand
Eugene Weingand (1 april 1934 – 30 november 1986) was een in Duitsland geboren Amerikaanse acteur. Na Peter Lorre's dood in 1964 liet Weingand zich Peter Lorre jr. noemen.

## Biografie
Eugene Weingand werd op 1 april 1934 geboren in Karlsruhe in Duitsland. Hij emigreerde op twintigjarige leeftijd naar de Verenigde Staten. Hier begon hij op grond van een lichte gelijkenis met Peter Lorre zichzelf Peter Lorie jr. te noemen. In 1963 wilde Weingand deze naam wettelijk registreren, maar Peter Lorre maakte bezwaar, net als American International Pictures, de filmmaatschappij waar Lorre op dat moment onder contract stond. In een rechtszaak op 3 oktober meende de rechter dat Weingand enkel financieel gewin uit de naamsverandering wilde halen en bepaalde dat hij de naam Peter Lorie jr. niet mocht gebruiken zonder Lorre's toestemming. Na Lorre's overlijden op 23 maart 1964 verklaarde Weingand dat hij diens zoon was en noemde zichzelf Peter Lorre jr. Onder deze naam verscheen hij in de jaren '60 en '70 in enkele films en televisieprogramma's. Hij had ook een figurantenrol als taxichauffeur in Alfred Hitchcocks Torn Curtain (1966).

## Trivia
De gebeurtenissen rond de naamsverandering van Weingand werd gedramatiseerd in Peter Lorre vs. Peter Lorre, een 45 minuten durende radio-uitzending. Het werd op 10 mei 2010 en 11 januari 2013 uitgezonden op BBC Radio 4.